# Oxygen (canção)
Oxygen é a canção do grupo britânico Spice Girls gravada para seu terceiro álbum de estúdio, Forever (2000). A canção teve apenas lançamentos promocionais ao redor do mundo. Na época do lançamento, rumores apontaram que a canção, junto com Tell Me Why, If You Wanna Have Some Fun e Weekend Love, seria lançada como um single do álbum.

## Faixas e Formatos
- CD Single Americano[1]

1. "Oxygen" (L.P. Version) - 4:29
2. "Oxygen" (Instrumental L.P. Version) - 4:47

- Vinyl Americano[2]

1. "Oxygen" (Album Version) - 4:27
2. "Oxygen" (Jermaine's 'Jeep' Mix) - 5:09
3. "Oxygen" (Instrumental Album Version) - 4:47
4. "Oxygen" (Jermaine's Acappella Mix) - 5:09

- Maxi-Single Americano[3]

1. "Oxygen" (Album Version) - 4:28
2. "Oxygen" (Jermain's Jeep Mix) - 5:09
3. "Oxygen" (Untouchables Mix) - 5:22
4. "Oxygen" (Super Smooth Mix) - 5:22
5. "Oxygen" (DARP Mix) - 4:50
6. "Oxygen" (Untouchables Instrumental) - 5:18

 
|}

## Charts
| Chart                          | Melhor Posição |
| ------------------------------ | -------------- |
| Italian Singles Chart          | 56             |
| New Zealand Singles Chart      | 95             |
| Israeli Singles Chart          | 97             |
| Spanish Singles Chart          | 10             |
| Finnish Singles Chart          | 7              |
| Swedish Singles Chart          | -              |
| German Singles Chart           | 98             |
| Belgian Singles Chart          | 66             |
| French Singles Chart           | 44             |
| U.S. Billboard Rhythmic Top 40 | 40             |